# Агау
Агау (самоназв. — агав; геэз አገው agaw, амх. agäw) — группа кушитских народов в северной Эфиопии (904 587 — перепись 2007 года) и Эритрее (76 000 в 2000 году, оценка), по данным 1970 года численность населения народа агау составляла около 250.000 человек.
- авийя, кунфаль (к югу от озера Тана);
- кайла, куара, кемант и др. (к северу от озера Тана);
- камир и камта (область Ласта около г. Лалибэла);
- бого, или билин (около г. Кэрэн в Эритрее).

## Язык
Говорят на агавских языках, распространены также амхарский язык (у фалаша) и тигринья (у билин). Относятся к эфиопскому типу расы (переходной форме от негроидной к европеоидной расе). Языки, на которых говорят агау, родственны.

## Религия
Верующие в основном христиане-монофизиты, есть также иудаисты (фалаша, в основном из числа куара), последователи местной синкретической секты (кемант, кунфаль), приверженцы традиционных культов (часть камир и камта, авийя); большинство бого — католики, часть — мусульмане-сунниты.

## История
В III—VI вв. агау создали княжество к югу от плато Тигре, о котором сообщают аксумские источники. В VI в. к ним проникают христианство и иудаизм. В X в. появились другие княжества, началась борьба между северо-западными агау, принявшими иудаизм (фалаша), и восточными агау-христианами (предками камир и камта), создавшими в области Ласта государство Загуэ. В XVIII—XIX вв. усилилась ассимиляция всех групп агау амхара и тиграи. Разбросанные среди амхара, современные агау представлены в основном сельским населением, не играют заметной политической роли. Нехристианские группы сохраняют элементы традиционной социальной организации (вожди-жрецы и дуальная родовая организация у кемант).

## Культура
Материальная культура близка к культуре амхара. У агау сохраняются древние предания, мифы; у фалаша имеется литература на языке геэз, поэзия на языке агау. Богатый устный, музыкальный и танцевальный фольклор. Танцы не приурочены к какому-то событию, они имеют исключительно развлекательный характер.